# مليكة قايد
مليكة قايد (24 أغسطس 1933 ببلكور – 20 يونيو 1958 بمشدال) مناضلة وممرضة جزائرية إبان ثورة التحرير الجزائرية.

## نبذة
ولدت الشهيدة مليكة بالجزائر العاصمة ببلكور في سنة 24 اوت 1933 والتحقت بالمدرسة الابتدائية سنة 1939 بالعاصمة ثم انتقلت ببرج بوعريريج سنة 1942، أين نالت شهادة التعليم الابتدائي سنة 1947، كما تحصلت على شهادة في التمريض سنة 1953.
في 13 جوان 1955م تلقت مليكة قايد اتصالا من طرف العقيد عميروش وطلب منها الالتحاق بجنود جبهة التحرير فلبت النداء.
كما حضرت مؤتمر الصومام في 20 أغسطس 1956، واستعانت بها الثورة الجزائرية ممرضة ً تعالج الجرحى من الثوار الجزائريين. وكانت من أهم عناصر الثورة الجزائرية حيث كان لها دور كبير في تنظيم المظاهرات وتعليم المجاهدين وعملت في الحرب طبيبةً، كانت من أهم النساء في تسيير الخطط ورسمها وتنفيدها وقد كانت مكلفة بصناعة القنابل، وفي سنين الانفجارات كانت من أهم النساء في زراعة القنابل بالجزائر العاصمة والقصبة برفقة ياسف سعدي والعربي بن مهيدي وبرفقة
حسيبة بن بوعلي وغيرهم وفي سنة 1956 بدأ نشاطها بالبروز في زراعة القنابل وتسيير الخطط الخ... وأصبحت المطاردة رقم 1.

## معركة العاصمة
في سنة 1956 بدأت التفجيرات في الجزائر العاصمة وفي كامل أنحاء الجزائر، كان لمليكة قايد سنة 1956 دور في انفجارات العاصمة واشتهرت في تفجيرات 5 ديسمبر بحي القصبة العتيقة حيث أصبحت من أكثر نساء الثورة التحريرية مطاردة من قبل الجيش.

## جمعية النساء للثورة التحررية الجزائرية
كانت قائدة جمعية النساء للثورة التحررية بالجزائر في تنظيم الخطط وتسييرها ودراسة الأماكن المتواجدة بالجزائر لوضع القنابل ونقل الأخبار كما كان لمليكة قايد دور كبير، إلى أن اكتشف أمرها سنة 1957

## استشهادها
في 20 جوان 1958 بمشدال ولاية البويرة حين كانت تعالج بعض المرضى اكتشف أمر بعض المجاهدين حيث قام الجيش الفرنسي برمي قنبلة في المنزل الذي كانت فيه مليكة قايد فاستشهدت هي والمجاهدين الذين كانوا معها. ودفنت في مقبرة الشهداء بباب الزوار

## ذاكرة
- ألف عبد الرحمان زناقي كتابًا عن سيرتها نشر سنة 2002 من طرف المؤسسة الوطنية للفنون المطبعية.[2]
- في 07 مارس 2008، كرّمتها جريدة «أوريزون» بحضور رئيس الحكومة عبد العزيز بلخادم ووزير الاتصال عبد الرشيد بوكزازة بمناسبة الاحتفال باليوم العالمي للمرأة مع 17 امرأة يمثلن الفريق الطبي وشبه الطبي واللواتي التحقتن بالثورة في سنواتها الأولى.[3]
- سميت ثانوية باسمها في وسط مدينة سطيف[4]